# Annandalea haematoptera
Annandalea haematoptera är en insektsart som först beskrevs av Wilhem de Haan 1842.  Annandalea haematoptera ingår i släktet Annandalea och familjen Pyrgomorphidae. Inga underarter finns listade i Catalogue of Life.